# Stanton A. Coblentz
Stanton Arthur Coblentz (geboren am 24. August 1896 in San Francisco; gestorben am 6. September 1982 in Monterey, Kalifornien) war ein amerikanischer Schriftsteller. Er verfasste Lyrik, Science-Fiction, historische Werke und arbeitete als Literaturkritiker und Journalist.

## Leben
Coblentz war der Sohn des Versicherungsvertreters Mayer Coblentz und von Mattie, geborene Arndt. Er studierte an der University of California in Berkeley zunächst Rechtswissenschaft, wechselte dann aber ein Jahr vor dem Abschluss zur englischen Literatur. 1919 schloss er dort mit dem M. A. mit einer Arbeit über The poetic revival in America ab. Nach seinem Studium war er Feuilletonist beim San Francisco Examiner, von 1920 bis 1938 schrieb er Rezensionen für verschiedene New Yorker Zeitungen.
Ab 1933 gab er die vierteljährlich erscheinende Lyrikzeitschrift Wings heraus, die in seinem Verlag Wings Press erschien, in dem auch ein Großteil seiner Gedichtbände veröffentlicht wurde. 1960 wurde Wings eingestellt.
Ab 1959 schrieb er Buchkritiken für die Los Angeles Times.
Ab den 1920er Jahren hatte er einzelne Gedichte in Zeitungen und Zeitschriften veröffentlicht. 1928 erschien seine Erzählung The Sunken World in Amazing Stories Quarterly, 1929 folgte die erste Romanveröffentlichung The Wonder Stick. Bis in die 1950er Jahre verfasste er zahlreiche Romane und Kurzgeschichten unterschiedlicher Qualität.
Seine Bedeutung wird heute darin gesehen, dass er ein typischer Vertreter der ersten Generation der Pulp-Magazin-Science-Fiction war, der wie nur wenige andere Autoren fremde Rassen beschreiben und exotische Szenerien entwerfen konnte, auch wenn die von ihm geschaffenen Figuren oft nicht überzeugen konnten.
Als Lyriker vertrat er eine traditionalistische Position und wandte sich in seinen literaturkritischen Essays mit teils vehementer Polemik gegen seine modernen Kollegen.
1922 heiratete er Flora Bachrach. In zweiter Ehe war er mit Emily Caswell Tiexiera verheiratet.

## Auszeichnungen
- 1953: Lyrical Foundation for Traditional Poetry Award
- 1953: Commonwealth Club of California Silver Medal for Poetry
- 1981: First Fandom Hall of Fame Award

## Bibliografie
Outlander
- 1 The Moon People (1964)
- 2 The Crimson Capsule (1967; auch: The Animal People, 1970)
- 3 The Island People (1971)

Romane
- The Sunken World (in: Amazing Stories Quarterly, Summer 1928)
- After 12,000 Years (in: Amazing Stories Quarterly, Spring 1929)
- The Wonder Stick (1929)
- Into Plutonian Depths (in: Wonder Stories Quarterly, Spring 1931; als Stanton H. Coblentz)
- The Blue Barbarians (in: Amazing Stories Quarterly, Summer 1931)
- In Caverns Below (3 Teile in: Wonder Stories, March 1935  ff.; auch: Hidden World, 1957; auch: The Hidden World, 2006)
- The Pageant of Man (1936)
- The Lord of Tranerica (in: Dynamic Science Stories, February 1939)
- Youth Madness (1944)
- When the Birds Fly South (1945)
- The Planet of Youth (1952)
- Under the Triple Suns (1955)
- Next Door to the Sun (1960)
- The Runaway World (1961)
- The Last of the Great Race (1964)
- The Lost Comet (1964)
- The Lizard Lords (1964)
- The Day the World Stopped (1968)
- Crisis on the Planet Krong (1980, nur auf Italienisch erschienen)

Sammlungen
- The Thinker and Other Poems (Gedichte, 1923)
- Shadows on a Wall (1930)
- Time’s Travelers (Gedichte, 1952)

Kurzgeschichten
1929:
- The Gas-Weed (in: Amazing Stories, May 1929)
  - Deutsch: Die Gaspflanze. Übersetzt von Uwe Anton. In: Ronald M. Hahn und Wolfgang Jeschke (Hrsg.): Titan 17. Heyne SF&F #3847, 1981, ISBN 3-453-30776-3.
- The Making of Misty Isle (in: Science Wonder Stories, June 1929)
- The Radio Telescope (in: Amazing Stories, June 1929)
- The Wand of Creation (in: Amazing Stories, August 1929)

1930:
- Reclaimers of the Ice (in: Amazing Stories Quarterly, Spring 1930)
- A Circe of Science (in: Amazing Stories, May 1930)
- Missionaries from the Sky (in: Amazing Stories, November 1930; auch: Missionaries of Mars, 1940)

1932:
- The Planet of Youth (in: Wonder Stories, October 1932)

1933:
- The Man from Tomorrow (in: Amazing Stories Quarterly, Spring-Summer 1933)
- The Men Without Shadows (in: Amazing Stories, October 1933)

1934:
- The Confession of Dr. DeKalb (in: Astounding Stories, January 1934)
- Manna from Mars (in: Astounding Stories, March 1934)
- The Green Plague (in: Astounding Stories, April 1934)
- The Radio Mind-Ray (in: Astounding Stories, July 1934)
- In the Footsteps of the Wasp (in: Amazing Stories, August 1934)
- The Truth About the Psycho-Tector (in: Astounding Stories, October 1934)
- Beyond the Universe (in: Amazing Stories, December 1934)
- Riches for Pluto (in: Astounding Stories, December 1934)

1935:
- Triple-Geared (in: Astounding Stories, April 1935)
- An Episode in Space (in: Astounding Stories, May 1935)
- Older Than Methuselah (in: Amazing Stories, May 1935)
- The Golden Planetoid (in: Amazing Stories, August 1935)

1936:
- The Glowworm Flower (in: Astounding Stories, June 1936)

1937:
- Denitro (in: Amazing Stories, February 1937)
- The Reign of the Long Tusks (in: Astounding Stories, February 1937)
- Gravity, Unaffected (in: Astounding Stories, September 1937)

1938:
- Exiles from the Universe (in: Amazing Stories, February 1938)
- Through the Time-Radio (in: Marvel Science Stories, August 1938)
- Rout of the Fire Imps (in: Marvel Science Stories, November 1938)

1939:
- Death in the Tubeway (in: Amazing Stories, January 1939)
- The Weather Adjudicator (in: Marvel Science Stories, February 1939)
- The Man from Xenern (in: Thrilling Wonder Stories, August 1939)
- The Purple Conspiracy (in: Fantastic Adventures, November 1939)
- Planet of the Knob-Heads (in: Science Fiction, December 1939)

1940:
- Fire Gas (in: Famous Fantastic Mysteries, April 1940)
- Sunward (in: Thrilling Wonder Stories, April 1940)

1941:
- Headhunters of Nuamerica (in: Comet, March 1941)
- Over the Space-Waves (in: Startling Stories, March 1941)
- Enchantress of Lemuria (in: Amazing Stories, September 1941)

1942:
- The Treasure of Red-Ash Desert (in: Weird Tales, March 1942)
- The Crystal Planetoids (in: Amazing Stories, May 1942)
- The Phantom Armada (in: Fantastic Adventures, May 1942)
- The Sun Doom (in: Fantastic Adventures, June 1942)
- The Scarlet Rollers (in: Fantastic Adventures, September 1942)
- The Stygian Terror (in: Fantastic Adventures, November 1942)
- The Victory of the Vita-Ray (in: Weird Tales, November 1942)

1943:
- The Cosmic Deflector (in: Amazing Stories, January 1943)
- Ard of the Sunset People (in: Amazing Stories, February 1943)
- The Glass Labyrinth (in: Weird Tales, May 1943)
- The Sidereal Time-Bomb (1943, in: Startling Stories, Winter 1943–1944)

1944:
- The Shoes of Judge Nichols (in: Weird Tales, March 1944)
- The Man Who Wouldn’t Hang (in: Weird Tales, July 1944)
- The Odyssey of Battling Bert (in: Amazing Stories, December 1944)

1945:
- The Nemesis of the Astropede (in: Thrilling Wonder Stories, Fall 1945)

1946:
- Youth Madness (1946, in: Benson Herbert (Hrsg.): Youth Madness)
- For Love of a Phantom (in: Weird Tales, July 1946)
- Titan of the Jungle (in: Thrilling Wonder Stories, Summer 1946)

1947:
- The Dog That Came Back (in: Weird Tales, July 1947; auch: The Dog Who Came Back, 1964)
- Flight Through Tomorrow (1947, in: Fantasy Book, Vol. 1, No. 1)
- Time Trap (1947, in: Fantasy No. 3)

1948:
- The Grotto of Cheer (in: Weird Tales, May 1948)
- The Daughter of Urzun (in: Weird Tales, September 1948; auch: Daughter of Urzun, 1964)

1949:
- The Will of Raminchantra (in: Weird Tales, March 1949)
- The Ubiquitous Professor Karr (in: Weird Tales, July 1949)
  - Deutsch: Der allgegenwaertige Professor Karr. Übersetzt von Ernst Heyda und Hella Unruh. In: Wolfhart Luther (Hrsg.): Luther’s Grusel + Horror Cabinet 12. Luther Grusel + Horror #12, 1972.

1950:
- The Mysterious Miss Maltra (in: Weird Tales, January 1950)
- The Universe Ranger (1950, in: Fantasy Book, Vol. 1, No. 6)
- The Round Tower (in: Weird Tales, May 1950)
- The Doom of Cassandany (1950, in: The Nekromantikon, Winter 1950–1951)

1951:
- The Way of the Moth (in: Thrilling Wonder Stories, December 1951)

1953:
- The Revolt of the Scarlet Lunes (in: Spaceway, December 1953)
- The Scarlet Lunes (1953, in: William L. Crawford und Margaret Crawford (als Garret Ford) (Hrsg.): Science and Sorcery)

1954:
- The Midgets of Monoton (in: Spaceway, February 1954)

1958:
- Microcosm (in: Fantastic Universe, April 1958)

1964:
- At Pixie’s Pool (in: Tales of Terror from the Beyond, Summer 1964)
- Immanuel Predicts (in: Tales of Terror from the Beyond, Summer 1964)
- One Minute Past Noon (in: Tales of Terror from the Beyond, Summer 1964)

1985:
- The Girl with the Indigo Eyes (in: Weird Tales, Winter 1985)

Anthologien
- Modern American Lyrics : An Anthology (1924)
- Modern Lyrics, American and British, Two Volumes in One (1924)
- Modern British Lyrics : An Anthology (1925)
- Unseen Wings: The Living Poetry of Man’s Immortality (1949)

Sonstige Veröffentlichungen
- The Decline of Man (1925)
- The Literary Revolution (1927)
- The Lone Adventurer (1927)
- Marching Men. The Story of War (1927)
- The Rise of the Anti-Poets: Selected Editorials from Wings, a Quarterly of Verse (1955)
- From Arrow to A-Bomb (1956)
- Demons, Witchdoctors and Modern Man (1965)
- Ten Crises in Civilization (1965)
- Light Beyond (1989)
- Adventures of a Freelancer: The Literary Exploits and Autobiography of Stanton A. Coblentz (Autobiografie, 1993; mit Jeffrey M. Elliot)